# Mbark Boussoufa
Moubarak Boussoufa - em árabe, - مُبارك بوصوفا - (Amsterdã, 15 de agosto de 1984) é um ex-futebolista marroquino nascido nos Países Baixos que atuava como meia.

## Carreira
Boussoufa fez parte do elenco da Seleção Marroquina de Futebol na Campeonato Africano das Nações de 2012.

## Títulos

### Anderlecht
- Campeonato Belga: 2006-07, 2009-10
- Copa da Bélgica: 2007-08
- Supercopa da Bélgica: 2007, 2010

### Lokomotiv Moscow
- Copa da Rússia: 2014–15